# El botón de nácar
El botón de nácar (internationale titel: The Pearl Button) is een Frans-Chileens-Spaanse documentairefilm uit 2015 onder regie van Patricio Guzmán. De film ging in première op 8 februari op het Internationaal filmfestival van Berlijn 2015 in de competitie voor de Gouden en Zilveren Beer.

## Verhaal
Deze documentaire vertelt over de oceaan en de Chileense kustlijn van 2670 mijl lang. Het landschap in Chili zelf omvat vulkanen, bergen en gletsjers. Op de bodem van de oceaan werden twee mysterieuze knoppen gevonden waarnaar de titel van de film verwijst. 

## Prijzen en nominaties
| jaar | prijs                                   | categorie                         | genomineerde(n)    | uitslag  |
| ---- | --------------------------------------- | --------------------------------- | ------------------ | -------- |
| 2015 | Internationaal filmfestival van Berlijn | Zilveren Beer voor beste scenario | Patricio Guzmán    | Gewonnen |
| 2016 | Prix Lumières                           | Beste documentaire                | Beste documentaire | Gewonnen |